# Oberallgäu járás
Oberallgäu járás egy járás Bajorországban. Oberallgäu járás Unterallgäu, Ostallgäu, Kempten, Lindau (Bodensee), Ravensburg, Bregenzi és Reutte járásokkal határos. Lakosainak száma 128 665 fő (1987. május 25.).

## Népesség
A járás népessége az elmúlt években az alábbi módon változott:
| Lakosok száma | 119 625 | 128 665 | 149 457 | 150 478 | 150 981 | 152 672 | 153 759 | 154 568 |
|               | 1970    | 1987    | 2012    | 2013    | 2014    | 2015    | 2016    | 2017    |